# 同諡号廟号一覧
同諡号廟号一覧（どうしごうびょうごういちらん）

## 概要
東アジア世界において、王朝交代などの理由から、別の人物に同じ諡号や廟号がつけられることが、しばしばある。例えば、劉徹も司馬炎も史上「武帝」と称される。
この一覧では、同一の諡号あるいは廟号を持っている人物の一覧ともなっている曖昧さ回避のためのページを一覧する。リンク先に挙げられている人物の数をそれぞれの名前のあとに記した。
なお、王朝内の抗争などで廃位・殺害された皇帝は、大抵廃帝または少帝と称されている（諸侯の場合は廃公）。また、在位中に国家の滅亡に遭遇して諡号を贈られなかった王や皇帝は、大抵末帝または後主と称されている。あるいは幼主と称される場合もある。

## 諡号

### 皇帝
- 哀帝（あいてい）
- 安帝（あんてい）
- 隠帝（いんてい）
- 懐帝（かいてい）
- 桓帝（かんてい）
- 簡文帝（かんぶんてい）
- 恭帝（きょうてい）
- 恵帝（けいてい）
- 景帝（けいてい）
- 敬帝（けいてい）
- 献帝（けんてい）
- 元帝（げんてい）
- 高帝（こうてい）
- 孝武帝（こうぶてい）
- 孝和帝（こうわてい）

- 順帝（じゅんてい）
- 殤帝（しょうてい）
- 昭帝（しょうてい）
- 章帝（しょうてい）
- 昭成帝（しょうせいてい）
- 昭武帝（しょうぶてい）
- 昭文帝（しょうぶんてい）
- 神元帝（しんげんてい）
- 神武帝（しんぶてい）
- 成帝（せいてい）
- 宣帝（せんてい）
- 愍帝（びんてい）
- 閔帝（びんてい）

- 武帝（ぶてい）
- 武烈帝（ぶれつてい）
- 文帝（ぶんてい）
- 文成帝（ぶんせいてい）
- 文穆帝（ぶんぼくてい）
- 穆帝（ぼくてい）
- 明帝（めいてい）
- 煬帝（ようだい）
- 翼帝（よくてい）
- 霊帝（れいてい）
- 和帝（わてい）

### 王
- 哀王（あいおう）
- 安王（あんおう）
- 威王（いおう）
- 威徳王（いとくおう）
- 隠王（いんおう）
- 簡王（かんおう）
- 共王（きょうおう）
- 景王（けいおう）
- 頃王（けいおう）
- 恵王（けいおう）
- 恵文王（けいぶんおう）

- 康王（こうおう）
- 孝王（こうおう）
- 孝成王（こうせいおう）
- 昭王（しょうおう）
- 襄王（じょうおう）
- 成王（せいおう）
- 宣王（せんおう）
- 宣恵王（せんけいおう）
- 荘王（そうおう）
- 定王（ていおう）
- 悼王（とうおう）

- 武王（ぶおう）
- 文王（ぶんおう）
- 平王（へいおう）
- 穆王（ぼくおう）
- 幽王（ゆうおう）
- 釐王（りおう）
- 霊王（れいおう）

### 諸侯
- 哀公（あいこう）
- 夷公（いこう）
- 懿公（いこう）
- 隠公（いんこう）
- 懐公（かいこう）
- 桓公（かんこう）
- 簡公（かんこう）
- 釐公 / 僖公（きこう）
- 景公（けいこう）
- 頃公（けいこう）
- 恵公（けいこう）
- 敬公（けいこう）
- 献公（けんこう）
- 元公（げんこう）
- 孝公（こうこう）
- 康公（こうこう）
- 出公（しゅつこう）
- 昭公（しょうこう）
- 殤公（しょうこう）
- 襄公（じょうこう）
- 慎公（しんこう）

- 成公（せいこう）
- 声公（せいこう）
- 靖公（せいこう）
- 静公（せいこう）
- 宣公（せんこう）
- 荘公（そうこう）
- 太公（たいこう）
- 戴公（たいこう）
- 定公（ていこう）
- 丁公（ていこう）
- 悼公（とうこう）
- 湣公（びんこう）
- 武公（ぶこう）
- 文公（ぶんこう）
- 平公（へいこう）
- 穆公（ぼくこう）
- 幽公（ゆうこう）
- 煬公（ようこう）
- 霊公（れいこう）
- 厲公（れいこう）

- 共侯（きょうこう）
- 景侯（けいこう）
- 昭侯（しょうこう）
- 成侯（せいこう）
- 武侯（ぶこう）
- 文侯（ぶんこう）
- 平侯（へいこう）
- 釐侯（りこう）
- 厲侯（れいこう）
- 烈侯（れつこう）
- 孝伯（こうはく）
- 幽伯（ゆうはく）

## 廟号
- 安宗（あんそう）
- 懿宗（いそう）
- 睿宗（えいそう）
- 英宗（えいそう）
- 毅宗（きそう）
- 熙宗（きそう）
- 義宗（ぎそう）
- 恭宗（きょうそう）
- 恵宗（けいそう）
- 景宗（けいそう）
- 敬宗（けいそう）
- 憲宗（けんそう）
- 顕宗（けんそう）
- 献宗（けんそう）
- 玄宗（げんそう）
- 元宗（げんそう）
- 高宗（こうそう）
- 孝宗（こうそう）
- 興宗（こうそう）
- 康宗（こうそう）
- 光宗（こうそう）
- 粛宗（しゅくそう）
- 純宗（じゅんそう）
- 順宗（じゅんそう）

- 昭宗（しょうそう）
- 神宗（しんそう）
- 真宗（しんそう）
- 仁宗（じんそう）
- 世宗（せいそう）
- 成宗（せいそう）
- 聖宗（せいそう）
- 宣宗（せんそう）
- 荘宗（そうそう）
- 太宗（たいそう）
- 代宗（だいそう）
- 端宗（たんそう）
- 中宗（ちゅうそう）
- 定宗（ていそう）
- 哲宗（てつそう）
- 徳宗（とくそう）
- 寧宗（ねいそう）
- 武宗（ぶそう）
- 文宗（ぶんそう）
- 穆宗（ぼくそう）
- 明宗（めいそう）
- 裕宗（ゆうそう）
- 翼宗（よくそう）

- 英祖（えいそ）
- 景祖（けいそ）
- 顕祖（けんそ）
- 高祖（こうそ）
- 粛祖（しゅくそ）
- 成祖（せいそ）
- 世祖（せいそ）
- 聖祖（せいそ）
- 宣祖（せんそ）
- 太祖（たいそ）
- 烈祖（れつそ）